# أولاف بي. بولسون
أولاف بي. بولسون (بالدنماركية: Olaf B. Paulson)‏ هو طبيب دنماركي، ولد في 22 يوليو 1940.

## وصلات خارجية
- الموقع الرسمي